# Sainte-Colombe, Seine-et-Marne
Sainte-Colombe là một xã ở tỉnh Seine-et-Marne, thuộc vùng Île-de-France ở miền bắc nước Pháp.

## Dân số
Người dân ở Sainte-Colombe được gọi là Saint-Colombinois.
Điều tra dân số năm 1999, xã này có dân số là 1.697.